# Lucien Mérignac
Louis Lucien Mérignac (Parijs 5 oktober 1873 - Parijs, 28 februari 1941) was een Frans schermer.
Mérignac won tijdens de Olympische Zomerspelen 1900 de gouden medaille  ik het floret voor leraren.

## Resultaten
- Olympische Zomerspelen 1900 in Parijs  Floret voor leraren